# Šuštar mat
Šuštar mat je v šahu mat, ki se pojavi po naslednjih potezah 1.e4 e5 2.Lc4 Sc6 3.Dh5 Sf6 4.Dxf7# ali pa podobnih različicah. Poteze so lahko odigrane tudi v drugačnem vrstnem redu, osnovna ideja pa ostaja: lovec in dama matirata na polju f7. 
Za razliko od dvopoteznega norega mata, ki je zelo malo verjeten v običajni partiji, pa se šuštar mat pogosto pojavi med začetniki. Mat je enostavno preprečiti, v gornji partiji bi črni odigral 3…g6 ter odpodil damo. 
Čeprav se šuštar mat zelo redko zgodi v partijah malo boljših igralcev, pa se osnovna ideja – napad na šibko polje f7, ki ga ščiti le črni kralj – pojavi v mnogih šahovskih otvoritvah.